# 奥格斯堡纺织与工业博物馆

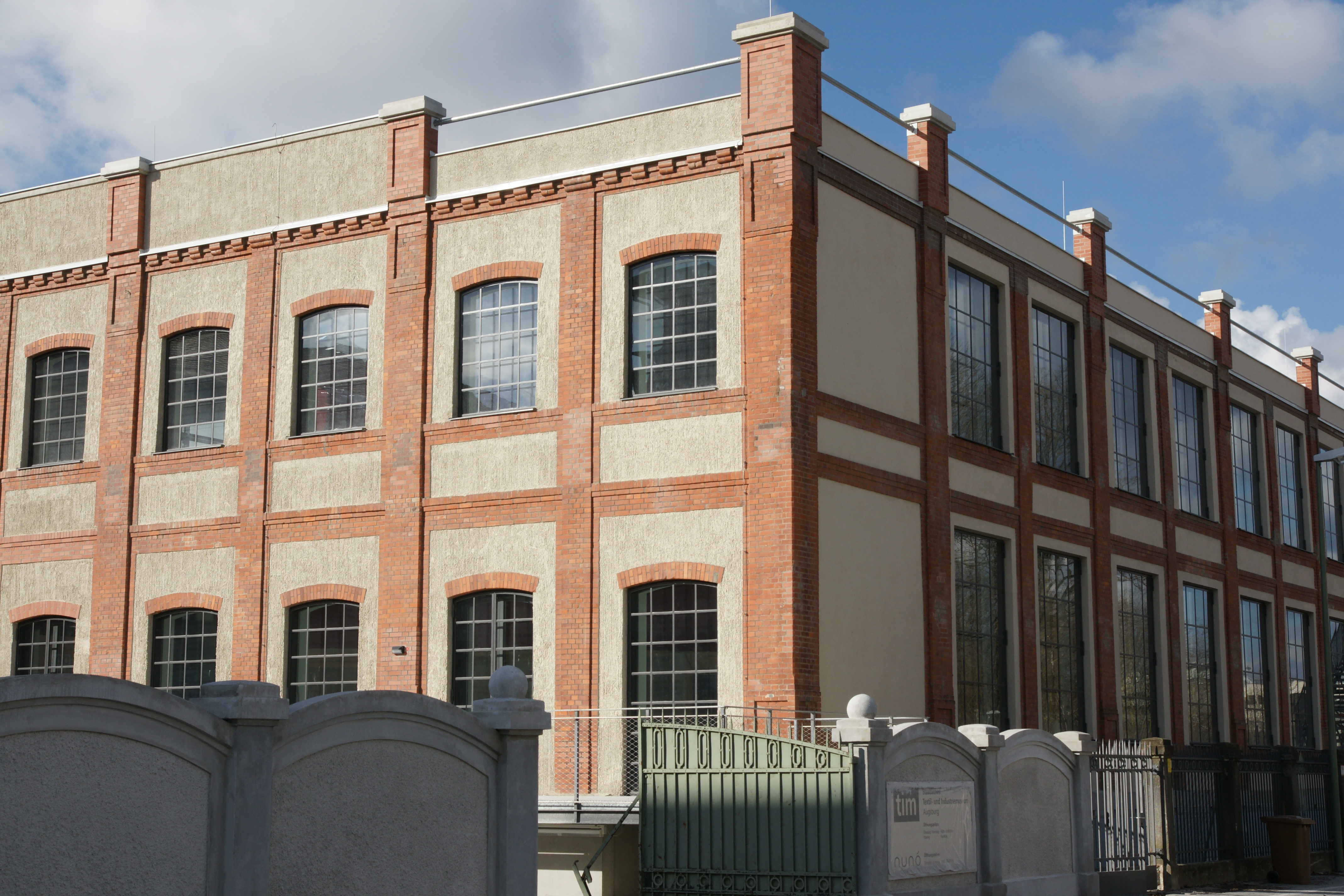
奥格斯堡纺织与工业博物馆

奥格斯堡纺织与工业博物馆（Augsburg textile and industry museum）, 以其首字母縮略字 tim而广为人知，是位于德国巴伐利亚西南部城市奥格斯堡的一座博物馆。它位于原奥格斯堡精纺纺纱厂（Augsburger Kammgarnspinnerei）。博物馆是欧洲工业遗产路线的一站。

## 历史
在十九世纪，奥格斯堡的纺织业蓬勃发展。奥格斯堡精纺纺纱厂于1836年由约翰·安东·弗里德里希·梅尔兹创立。它是该市第一家大型工业公司，雇佣了多达2000名工人。它曾是德意志联邦共和国最大的精纺纺纱厂。它在2004年关闭。

## 博物馆

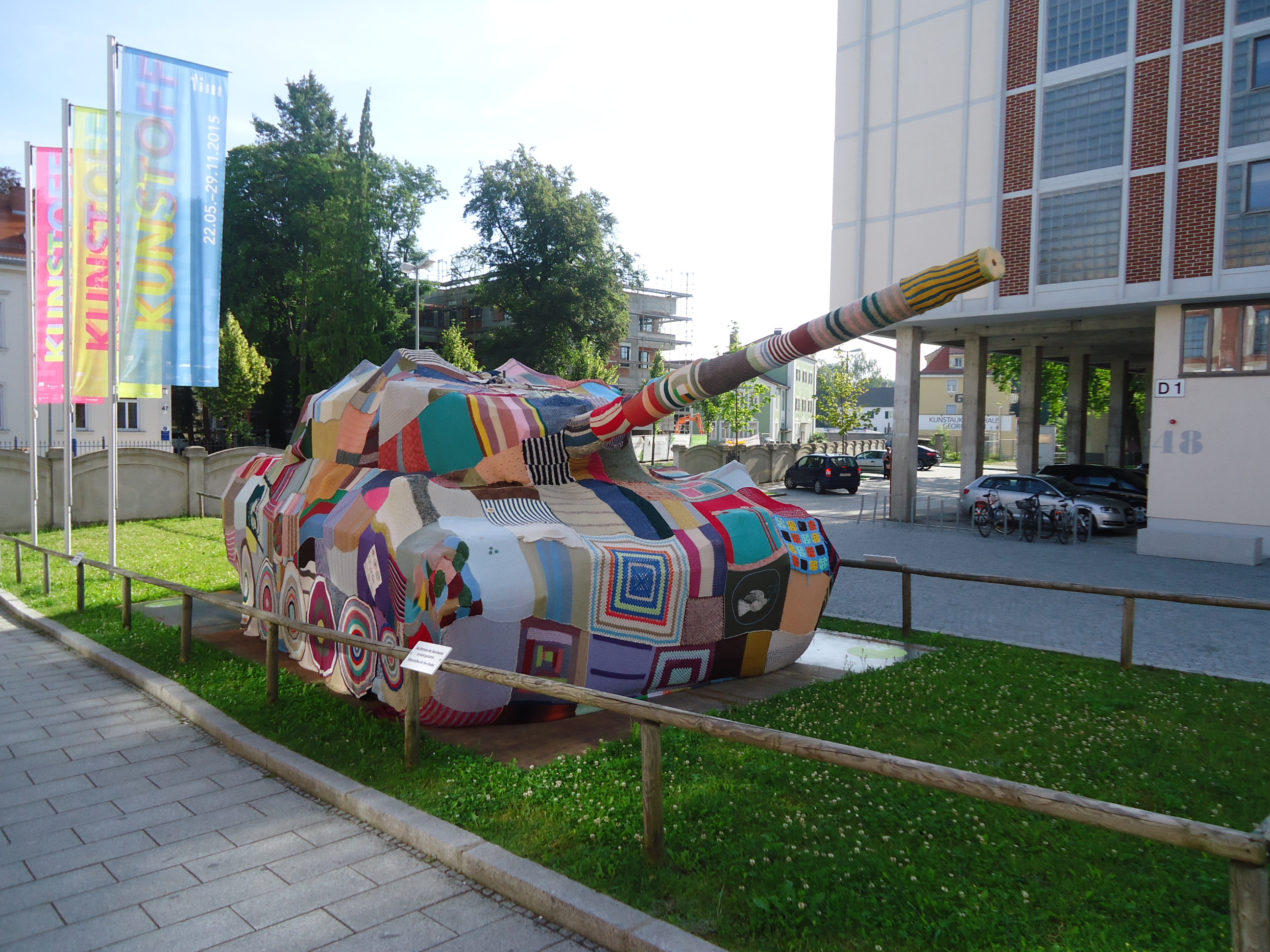

纺纱厂由奥地利格拉茨的克劳斯·卡达修复。它于2010年作为博物馆开放。原纺织工人已经意识到，该行业正在消失，成立了一个协会，以拯救多余的设备，并博物馆展示这个收藏。 它涵盖了整个生产周期：从原材料到设计师时装。